# モンゴメリー・クリフト
モンゴメリー・クリフト（Edward Montgomery Clift, 1920年10月17日 - 1966年7月23日）は、アメリカ合衆国・ネブラスカ州オマハ出身の俳優。
Montgomeryの発音はモントゴメリー「mɒntˈɡʌməri」で、愛称モンティ(Monty)はそこから来ている。

## 生涯
子役として13歳でブロードウェイで初舞台を踏み、以後10年間は舞台で経験を積み、多くの作品で主演を務めて高い評価を得た。ハリウッドからの誘いを断り続けていた彼だが、1948年、ジョン・ウェイン主演の『赤い河』で映画デビュー。同年の『山河遥かなり』でナチスによって母親と離ればなれにされた事によって、恐怖のあまり人間不信に陥り失語症となった少年を保護した心優しい米兵を演じアカデミー賞にノミネート。その後『陽のあたる場所』、『地上より永遠に』でもノミネートされ、二枚目俳優として活躍する。
映画スタジオとの長期契約を結ばず、大作や話題作への出演も断ることが多かった。『波止場』、『エデンの東』、『サンセット大通り』、『真昼の決闘』などは彼が断った作品の一部である。
1950年頃からアレルギーと大腸炎に悩まされるようになり、その結果、アルコールとドラッグの問題を抱えるようになる。更に1956年に交通事故に遭い顔面を負傷、整形手術をするも顔の筋肉の一部が動かなくなってしまい、以後更に健康上の問題を抱えるようになる。1959年にはテネシー・ウィリアムズの戯曲の映画化『去年の夏 突然に』、1961年にはマリリン・モンロー、クラーク・ゲーブル主演の『荒馬と女』に出演。1961年の『ニュールンベルグ裁判』ではアカデミー助演男優賞にノミネートされ、その後の活躍も期待されたが、1966年に心臓発作で死去した。

## 主な出演作品
| 公開年 | 邦題 原題                                      | 役名                             | 備考                                                                |
| ------ | ---------------------------------------------- | -------------------------------- | ------------------------------------------------------------------- |
| 1948   | 山河遥かなり The Search                        | ラルフ・スティーヴンソン         |                                                                     |
| 1948   | 赤い河 Red River                               | マット・ガース                   |                                                                     |
| 1949   | 女相続人 The Heiress                           | モリス・タウンゼント             |                                                                     |
| 1950   | 大空輸 The Big Lift                            | Sgt. 1st Class Danny MacCullough |                                                                     |
| 1951   | 陽のあたる場所 A Place in the Sun              | ジョージ・イーストマン           |                                                                     |
| 1953   | 私は告白する I Confess                         | マイケル・ローガン神父           |                                                                     |
| 1953   | 終着駅 Terminal station                        | ジョヴァンニ・ドリア             | (Italian: Stazione Termini) 別表記 Indiscretion of an American Wife |
| 1953   | 地上より永遠に From Here to Eternity           | ロバート・E・リー・プルーイット  |                                                                     |
| 1957   | 愛情の花咲く樹 Raintree County                 | ジョン・ショーネシー             |                                                                     |
| 1957   | 孤独の旅路 Lonelyhearts                        | アダム・ホワイト                 |                                                                     |
| 1958   | 若き獅子たち The Young Lions                   | ノア・アッカーマン               |                                                                     |
| 1959   | 去年の夏 突然に Suddenly, Last Summer          | クックロヴィッツ博士             |                                                                     |
| 1960   | 荒れ狂う河 Wild River                          | チャック・グローヴァー           |                                                                     |
| 1961   | 荒馬と女 The Misfits                           | パース・ハウランド               |                                                                     |
| 1961   | ニュールンベルグ裁判 Judgment at Nuremberg     | ルドルフ・ピーターセン           |                                                                     |
| 1962   | フロイド/隠された欲望 The Secret Passion Freud | ジークムント・フロイト           |                                                                     |
| 1966   | ザ・スパイ The Defector                        | ジェームズ・バウワー             |                                                                     |

### ステージ作品
- As Husbands Go (1933)
- Fly Away Home (1935)
- 『ジュビリー』 （Jubilee) (1935)
- Yr. Obedient Husband (1938)
- Eye On the Sparrow (1938)
- The Wind and the Rain (1938)
- Dame Nature (1938)
- The Mother (1939)
- There Shall Be No Night (1940)
- Out of the Frying Pan (1941)
- Mexican Mural (1942)
- 『危機一髪』 (The Skin of Our Teeth) (1942)
- 『わが町』 (Our Town) (1944)
- The Searching Wind (1944)
- Foxhole in the Parlor (1945)
- You Touched Me (1945)
- 『かもめ』 (The Seagull) (1954)

## 受賞歴

### アカデミー賞
ノミネート
1949年 アカデミー主演男優賞:『山河遥かなり』
1952年 アカデミー主演男優賞:『陽のあたる場所』
1954年 アカデミー主演男優賞:『地上より永遠に』
1962年 アカデミー助演男優賞:『ニュールンベルグ裁判』

### ゴールデングローブ賞
ノミネート
1962年 助演男優賞:『ニュールンベルグ裁判』